# Opelousas
Opelousas é uma cidade localizada no estado americano de Luisiana, na Paróquia de St. Landry.

## Demografia
Segundo o censo americano de 2000, a sua população era de 22.860 habitantes.
Em 2006, foi estimada uma população de 23.222, um aumento de 362 (1.6%).

## Geografia
De acordo com o United States Census Bureau tem uma área de
18,3 km², dos quais 18,3 km² cobertos por terra e 0,0 km² cobertos por água. Opelousas localiza-se a aproximadamente 14 m acima do nível do mar.

## Localidades na vizinhança
O diagrama seguinte representa as localidades num raio de 16 km ao redor de Opelousas.